# Велоспорт на літніх Олімпійських іграх 2008 — кейрін (чоловіки)
Змагання у кейріні з велоспорту серед чоловіків на літніх Олімпійських іграх 2008 пройшли 16 серпня. Взяли участь 25 спортсменів з 17 країн.

## Призери
| Золото                     | Срібло                       | Бронза                  |
| Кріс Гой · Велика Британія | Росс Едґар · Велика Британія | Наґай Кійофумі · Японія |

## Змагання

### Перший раунд
| Місце | Спортсмен               |
| ----- | ----------------------- |
| 1     | Кріс Гой (GBR)          |
| 2     | Карстен Бергеманн (GER) |
| 3     | Тосіакі Фусімі (JPN)    |
| 4     | Грегорі Боже (FRA)      |
| 5     | Каміль Кучинський (POL) |
| 6     | Денис Дмитрієв (RUS)    |

| Місце | Спортсмен                    |
| ----- | ---------------------------- |
| 1     | Мохд Азізулхасні Аванг (MAS) |
| 2     | Шейн Келлі (AUS)             |
| 3     | Тен Мулдер (NED)             |
| 4     | Андрій Винокуров (UKR)       |
| 5     | Сергій Полинський (RUS)      |
| 6     | Юн Фен (CHN)                 |

| Місце | Спортсмен               |
| ----- | ----------------------- |
| 1     | Росс Едґар (GBR)        |
| 2     | Джозайя Нг (MAS)        |
| 3     | Наґай Кійофумі (JPN)    |
| 4     | Денис Шпичка (CZE)      |
| 5     | Христос Волікакіс (GRE) |
| —     | Роберто Кьяппа (ITA)    |

| місце | Спортсмен                   |
| ----- | --------------------------- |
| 1     | Райан Бейлі (AUS)           |
| 2     | Тео Бос (NED)               |
| 3     | Гіддеон Мессі (USA)         |
| 4     | Арно Турнан (FRA)           |
| 5     | Атанасіос Мантзураніс (GRE) |
| 6     | Рікардо Лінч (JAM)          |
| 7     | Максиміліан Леві (GER)      |

### Додаткові гонки
| Місце | Спортсмен               |
| ----- | ----------------------- |
| 1     | Арно Турнан (FRA)       |
| 2     | Христос Волікакіс (GRE) |
| 3     | Юн Фен (CHN)            |
| 4     | Тосіакі Фусімі (JPN)    |

| Місце | Спортсмен               |
| ----- | ----------------------- |
| 1     | Каміль Кучинський (POL) |
| 2     | Денис Шпичка (CZE)      |
| 3     | Денис Дмитрієв (RUS)    |
| —     | Тен Мулдер (NED)        |

| Місце | Спортсмен               |
| ----- | ----------------------- |
| 1     | Наґай Кійофумі (JPN)    |
| 2     | Андрій Винокуров (UKR)  |
| 3     | Рікардо Лінч (JAM)      |
| 4     | Сергій Полинський (RUS) |

| Місце | Спортсмен                   |
| ----- | --------------------------- |
| 1     | Грегорі Боже (FRA)          |
| 2     | Максиміліан Леві (GER)      |
| 3     | Атанасіос Мантзураніс (GRE) |
| 4     | Гіддеон Мессі (USA)         |
| 5     | Роберто Кьяппа (ITA)        |

### Другий раунд
| Місце | Спортсмен          |
| ----- | ------------------ |
| 1     | Кріс Гой (GBR)     |
| 2     | Шейн Келлі (AUS)   |
| 3     | Арно Турнан (FRA)  |
| 4     | Джозайя Нг (MAS)   |
| 5     | Грегорі Боже (FRA) |
| 6     | Райан Бейлі (AUS)  |

| Місце | Спортсмен                    |
| ----- | ---------------------------- |
| 1     | Росс Едґар (GBR)             |
| 2     | Наґай Кійофумі (JPN)         |
| 3     | Карстен Бергеманн (GER)      |
| 4     | Мохд Азізулхасні Аванг (MAS) |
| DNF   | Тео Бос (NED)                |
| DNF   | Каміль Кучинський (POL)      |

### Гонка за сьоме місце
| Місце | Спортсмен                    |
| ----- | ---------------------------- |
| 1     | Грегорі Боже (FRA)           |
| 2     | Райан Бейлі (AUS)            |
| 3     | Джозайя Нг (MAS)             |
| 4     | Мохд Азізулхасні Аванг (MAS) |
| 5     | Каміль Кучинський (POL)      |
| DNS   | Тео Бос (NED)                |

### Фінал
| Місце | Спортсмен               |
| ----- | ----------------------- |
| 1     | Кріс Гой (GBR)          |
| 2     | Росс Едґар (GBR)        |
| 3     | Наґай Кійофумі (JPN)    |
| 4     | Шейн Келлі (AUS)        |
| 5     | Карстен Бергеманн (GER) |
| 6     | Арно Турнан (FRA)       |